# Polskie Towarzystwo Tatrzańskie

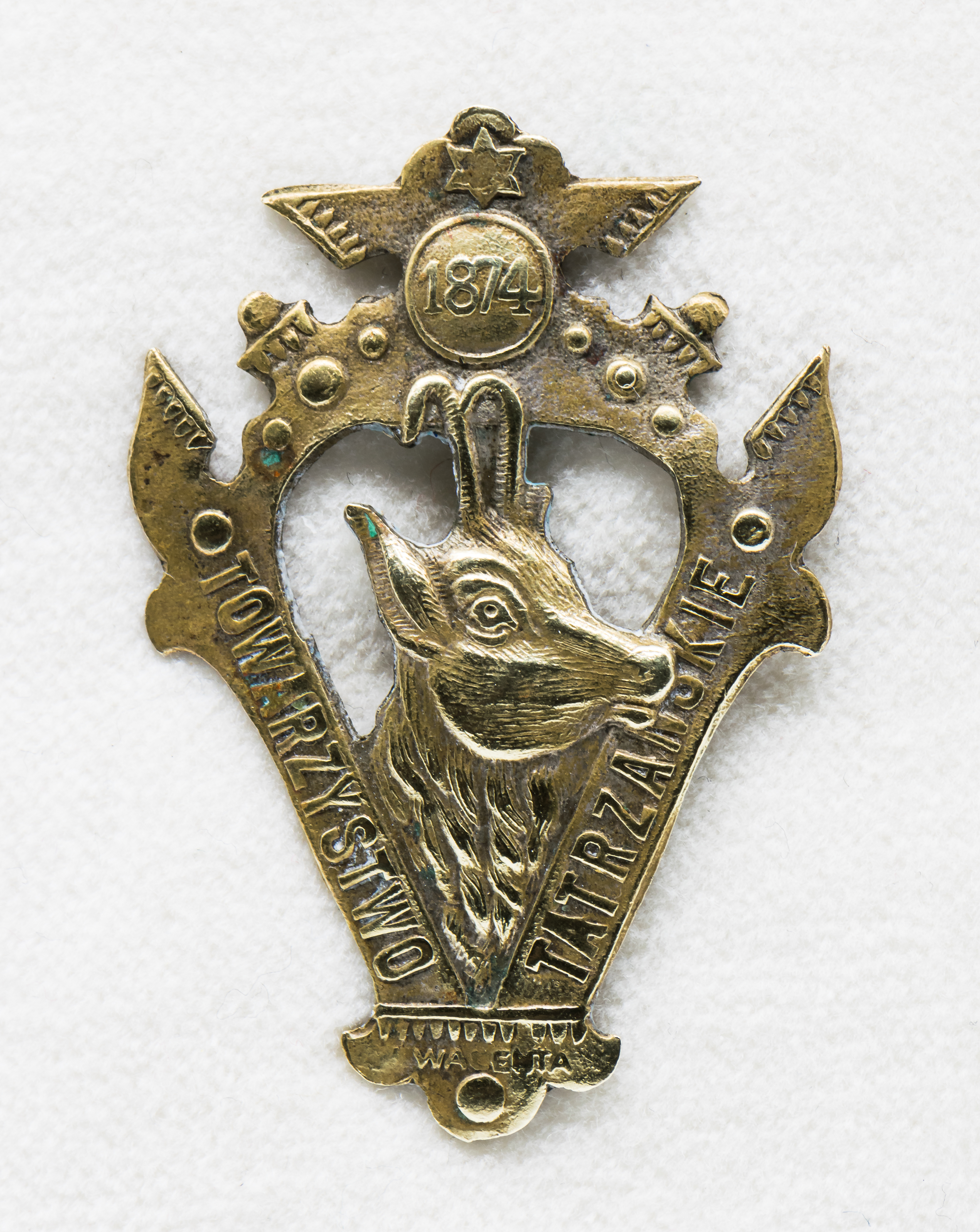
Odznaka Towarzystwa Tatrzańskiego

Polskie Towarzystwo Tatrzańskie (PTT) – organizacja turystyczna istniejąca w latach 1873–1950, początkowo pod innymi nazwami, będąca jednym z protoplastów Polskiego Towarzystwa Turystyczno-Krajoznawczego (PTTK), a także stowarzyszenia działającego współcześnie pod tą samą nazwą.

## Historia
Pomysł założenia Towarzystwa Tatrzańskiego był rozważany wśród miłośników Tatr już w 1871. Założono je początkowo jako Galicyjskie Towarzystwo Tatrzańskie 31 grudnia 1873 r. Po ustanowieniu statutu Towarzystwo zostało zarejestrowane 19 marca 1874 r. z siedzibą w Nowym Targu. W maju 1874 zmieniło nazwę na Towarzystwo Tatrzańskie i przeniosło swoją siedzibę do Krakowa.
Założycielami Towarzystwa lub uczestnikami pierwszych prac nad jego rozwojem byli m.in. dr Tytus Chałubiński, ks. Józef Stolarczyk, Eugeniusz Janota, Ludwig Eichborn, Walery Eljasz-Radzikowski, Adam Uznański, Jadwiga z Zamoyskich Sapieżyna i inni. Pierwszym prezesem został hrabia Mieczysław Rey. Już w pierwszej dekadzie istnienia Towarzystwa powstały jego pierwsze oddziały terenowe w Stanisławowie (1877), Kołomyi i Lwowie. Potem szybko powstawały kolejne oddziały (w Nowym Sączu, Szczawnicy i Żywcu). Jednak dopiero po I wojnie światowej, wraz ze zmianą nazwy w 1920 r. na Polskie Towarzystwo Tatrzańskie (PTT), Towarzystwo objęło swoim zasięgiem całe terytorium II Rzeczypospolitej. Zakopiański oddział Towarzystwa miał siedzibę w Dworcu Tatrzańskim. W latach 1886–1920 organem Towarzystwa był „Pamiętnik Towarzystwa Tatrzańskiego”, wydawany nieco częściej niż raz do roku.

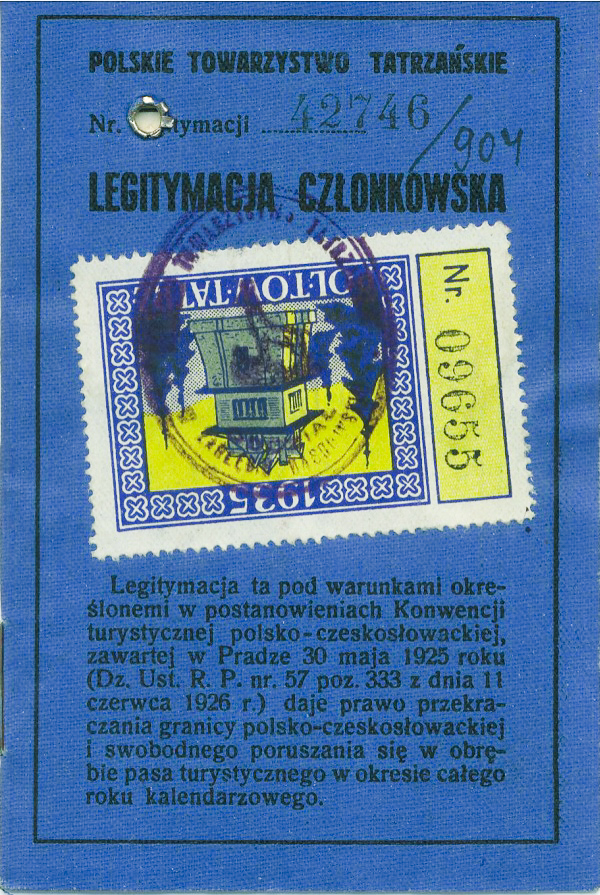
Legitymacja PTT z 1935 roku

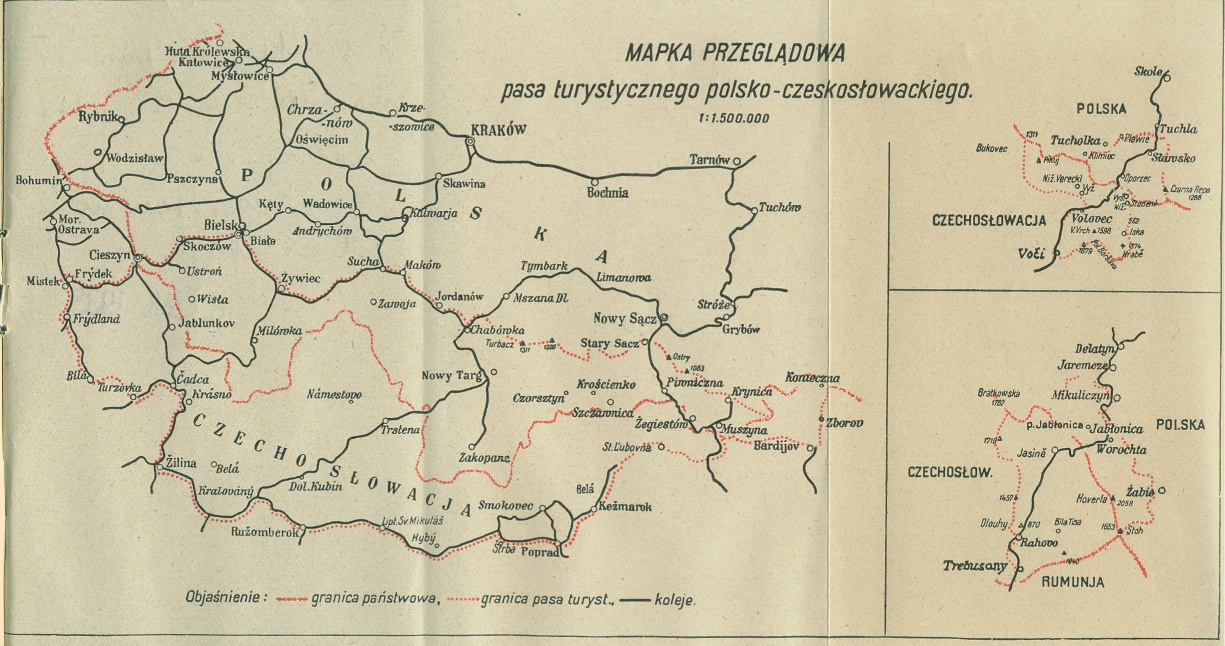
Mapka pogranicza polsko-czechosłowackiego z tej legitymacji

W statucie Towarzystwa zapisano następujące cele jego działania.
1. Badanie Karpat, a w szczególności Tatr i Pienin oraz rozpowszechnianie zebranych o nich wiadomości.
2. Zachęcanie do ich zwiedzania, ułatwienie przystępu do nich i pobytu turystom (a w szczególności swoim członkom) oraz badaczom i artystom udającym się do Karpat, Tatr i Pienin w celach naukowych i artystycznych.
3. Ochrona zwierząt halskich: kozicy i świstaka.
4. Wspieranie przemysłu górskiego wszelkiego rodzaju.

Realizacja tych punktów odbywała się poprzez badania naukowe gór polskich – badania jaskiń tatrzańskich, budowę obserwatoriów meteorologicznych, tworzenie opisów etnograficznych Czarnohory, Łemkowszczyzny i Beskidu Śląskiego, wydawanie map i przewodników, budowanie schronisk i znakowanie szlaków turystycznych. Z inicjatywy Towarzystwa Tatrzańskiego w 1899 przedłużono powstałą w 1884 roku linię kolejową Kraków – Chabówka do Zakopanego. Towarzystwo Tatrzańskie kładło podwaliny pod powstanie Tatrzańskiego Parku Narodowego i TOPR-u.
W okresie międzywojennym PTT, posiadało w całym kraju 40 oddziałów i liczyło 19.719 członów (1933 rok).
Do roku 1939 Polskie Towarzystwo Tatrzańskie miało już 54 schroniska, 81 stacji turystycznych, 10 niezagospodarowanych schronów, o łącznej liczbie prawie 5 tysięcy miejsc noclegowych.
Obiekty noclegowe PTT w Karpatach w 1937 roku:
| Pasmo górskie                                           | Schroniska turystyczne | Schrony niezagospodarowane | Stacje turystyczne |
| ------------------------------------------------------- | ---------------------- | -------------------------- | ------------------ |
| Beskid Śląski                                           | 3                      | –                          | 2                  |
| Beskid Mały                                             | 1                      | –                          | 4                  |
| Beskid Wysoki (Beskid Żywiecki wraz z Beskidem Średnim) | 6                      | –                          | 2                  |
| Gorce i Beskid Wyspowy                                  | 4                      | –                          | 2                  |
| Tatry i Podhale                                         | 6                      | –                          | 2                  |
| Pieniny                                                 | 2                      | –                          | 1                  |
| Beskid Sądecki                                          | 2                      | –                          | –                  |
| Pogórze Rożnowskie                                      | –                      | –                          | 2                  |
| Beskid Niski                                            | –                      | 1                          | 2                  |
| Bieszczady                                              | 4                      | 2                          | 11                 |
| Gorgany                                                 | 8                      | 3                          | 6                  |
| Czarnohora                                              | 7                      | –                          | 5                  |
| Beskidy Huculskie                                       | 6                      | –                          | 6                  |

Z inicjatywy Towarzystwa i na jego koszt postawiono w Zakopanem pierwsze latarnie, położono chodniki, zbudowano pocztę i telegraf. W 1882 zbudowano Dworzec Tatrzański (nazywany także Dworem Tatrzańskim), który szybko stał się ośrodkiem kultury. W Zakopanem działały powstałe w ramach struktur Towarzystwa Tatrzańskiego sekcje:
- Turystyczna (od 1903) (pierwszym prezesem był Janusz Chmielowski), potem przekształconej w Klub Wysokogórski, a następnie w Polski Związek Alpinizmu,
- Zakopiański Oddział Narciarzy (od 1907, założony z inicjatywy Mariusza Zaruskiego, przekształcony w 1911 w Sekcję Narciarską),
- Przyrodnicza (od 1910),
- Ludoznawcza (od 1911),
- Ochrony Tatr (od 1912),
- Przyjaciół Zakopanego (od 1914),

Po I wojnie działały tylko sekcje Turystyczna i Narciarska.

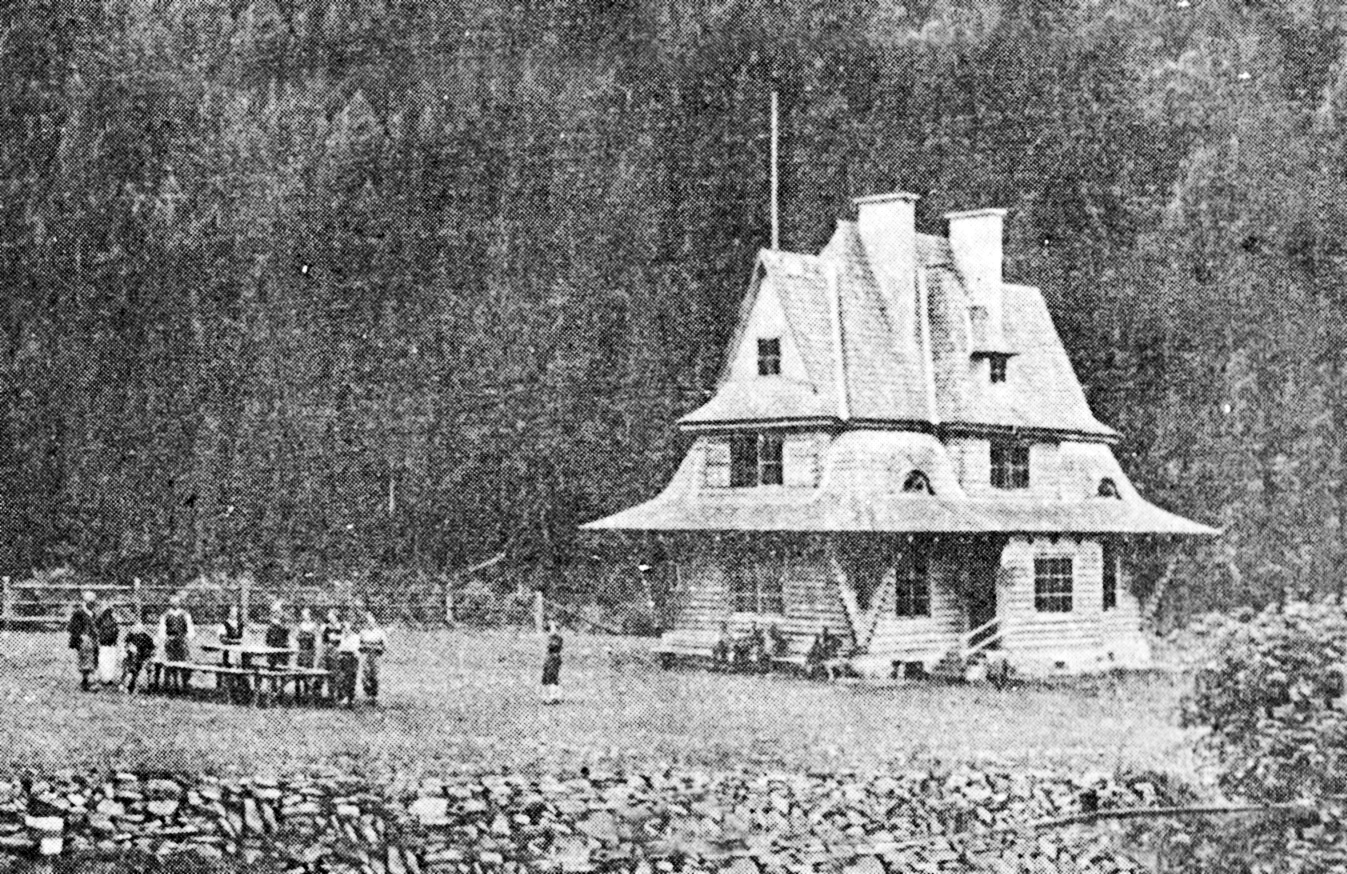
Schronisko PTT nad Świcą w lecie 1936 r.

W okresie II wojny światowej Towarzystwo zawiesiło swoją działalność (do 1945).
Towarzystwo reaktywowano w 1945. Ze względów politycznych, pod wpływem władz państwowych, powstał projekt rozwiązania PTT (jak również Polskiego Towarzystwa Krajoznawczego) i stworzenia nowej, jednej organizacji turystycznej w Polsce. W dniu 16 grudnia 1950 r. odbyły się dwa osobne zjazdy PTT i PTKraj., które powzięły dwie niezależne uchwały o samorozwiązaniu się jednej i drugiej organizacji. W dniu następnym, 17 grudnia 1950 r., grupa prywatnych osób (a nie delegatów na zjazdy organizacji, które prawnie już nie istniały) powołała Polskie Towarzystwo Turystyczno-Krajoznawcze.
W obecnie obowiązującym Statucie PTTK znajduje się informacja, że Polskie Towarzystwo Turystyczno-Krajoznawcze (…) powstałe w 1950 roku z utworzonego w 1873 roku Towarzystwa Tatrzańskiego, przekształconego w 1920 roku w Polskie Towarzystwo Tatrzańskie oraz utworzonego w 1906 roku Polskiego Towarzystwa Krajoznawczego, jest spadkobiercą tradycji i dorobku ideowego, a także następcą prawnym majątku tych Towarzystw.

### Członkowie honorowi
Rok 1874 – Walne zgromadzenie 22 listopada
1. John Ball (1818–1889)
2. Martino Baretti (1841–1905)
3. Egyed Berzeviczy (1835–1906)
4. Henry Richard Budden (1816–1895)
5. Vincenzo de Cesati (1806–1883)
6. Louis Joseph Ernest Cézanne (1830–1876)
7. Eduard Desor (1811–1882)
8. Józef Dietl (1804–1878)
9. Anton Döller (1831–1912)
10. I.B. Gall (?)
11. Agenor Romuald Gołuchowski (1812–1875)
12. Seweryn Goszczyński (1801–1876)
13. Józef Ignacy Kraszewski (1812–1887)
14. Abel Lemercier (?-1893)
15. William Longmann (1813–1877)
16. Józef Majer (1808–1899)
17. Julius von Payer (1842–1915)
18. Theodor Petersen (1836–1918)
19. Quintino Sella (1827–1884)
20. Orazio Spanna (?-1892)
21. August Wittig (?-1917/18)
22. Herman Zähringer (1823–1880)
23. Florian Ziemiałkowski (1817–1900)
24. Mikołaj Zyblikiewicz (1823–1887)

Rok 1875 – Walne zgromadzenie 30 maja
1. Vincenzo Arnese (po 1919)
2. Jan Chlumecky (1834–1924)
3. Włodzimierz Dzieduszycki (1834–1924)
4. Alfred Józef Potocki (1825–1889)

Rok 1876 – Walne zgromadzenie 28 maja
1. Leon Ludwik Sapieha (1803–1878)

Rok 1877 – Walne zgromadzenie 27 maja
1. Tytus Chałubiński (1820–1889)
2. Anna z Działyńskich Potocka (1846–1926)

Rok 1878 – Walne zgromadzenie 5 maja
1. Kazimierz Kantak (1824–1886)

Rok 1880 – Walne zgromadzenie 9 maja
1. Henryk Siemiradzki (1843–1902)

Rok 1883 – Walne zgromadzenie 4 lutego
1. Maksymilian Nowicki (1826–1890)
2. Józef Stolarczyk (1816–1893)

Rok 1885 – Walne zgromadzenie 8 marca
1. Mieczysław Rey (1836–1918)

Rok 1887 – Walne zgromadzenie 6 lutego
1. Albin Dunajewski (1817–1894)
2. August Wrześniowski (1836–1992)

Rok 1888 – Walne zgromadzenie 5 lutego
1. Oskar Kolberg (1814–1890)
2. Henryk Skarbek (1839–1904)

Rok 1889 – Walne zgromadzenie 3 lutego
1. Adrian Baraniecki (1828–1891)

Rok 1891 – Walne zgromadzenie 1 lutego
1. Eustachy Stanisław Sanguszko (1842–1903)

Rok 1897 – Walne zgromadzenie 21 lutego
1. Antoni Rehman (1840–1917)
2. Józef Śniechowski (1833–1914)

Rok 1901 – Walne zgromadzenie 21 kwietnia
1. Franciszek Kasparek (1844–1903)
2. Henryk Sienkiewicz (1846–1916)
3. Władysław Zamoyski (1853–1925)

Rok 1903 – Walne zgromadzenie 14 czerwca
1. Leopold Świerz (1835–1911)

Rok 1908
1. Stanisław Ponikło (1854–1915)[4]

Rok 1998 – Walne zgromadzenie 14 września.
1. Józef Nyka (1924)
2. Roman Reinfuss (1910-1998)
3. Juliusz Jerzy Preisler (1930-1998)

## Współczesność
Od 1981 podejmowano próby zarejestrowania nowej organizacji o nazwie Polskie Towarzystwo Tatrzańskie, które zakończyły się powodzeniem dopiero w 1989. Siedzibą jest Kraków, a jego pierwszym prezesem został Maciej Mischke.
Skład władz na XII kadencję (2022–2025)
- Zarząd Główny 
 prezes: Jolanta Augustyńska (O/Nowy Sącz), wiceprezesi: Nikodem Frodyma (O/Kraków), Józef Haduch (O/Chrzanów), Zbigniew Jaskiernia (O/Sosnowiec)
 sekretarz: Paweł Myślik (O/Nowy Sącz), skarbnik: Katarzyna Hejmej (O/Nowy Sącz)
 członkowie Prezydium: Tomasz Kwiatkowski (O/Radom), Remigiusz Lichota (O/Chrzanów), Sebastian Łasaj (O/Jaworzno), Martyna Ptaszek-Pabian (O/Bielsko-Biała)
 pozostali członkowie Zarządu: Jadwiga Bazuła-Treśka (O/Chrzanów), Jakub Bryniarski (O/Nowy Sącz), Artur Jarzynka (O/Jaworzno), Grażyna Jedlikowska (O/Ostrowiec Św.), Jerzy Piotr Krakowski (O/Mielec), Agata Podgórska (O/Łódź Karp.), Mateusz Skupień (O/Nowy Sącz), Elżbieta Woźnicka (O/Łódź), Dariusz Wójcik (O/Kraków).
- Główna Komisja Rewizyjna
 przewodniczący: Zbigniew Zawiła (O/Sosnowiec)
 zastępca przewodniczącego: Ewa Sobczuk (O/Łódź)
 sekretarz: Krzysztof Zdral (O/Radom)
 członkowie: Witold Kubik (O/Bielsko-Biała), Wiesław Kurowski      (O/Chrzanów), Piotr Rutkowski (O/Tarnobrzeg)
- Główny Sąd Koleżeński
 przewodnicząca: Alicja Nabzdyk-Kaczmarek (O/Opole)
 zastępca przewodniczącej: Aleksander Stybel (O/Tarnobrzeg)
 sekretarz: Monika Baron (O/Bielsko-Biała)
 członkowie: Adam Biel (O/Chrzanów), Zygmunt Haręza (O/Jaworzno),      Ewa Idzikowska (O/Opole), Zbigniew Smajdor (O/Nowy Sącz),      Krzysztof Strzelecki (O/Mielec), Grażyna Żyrek (O/Bielsko-Biała)